# Distrito electoral federal 3 de Jalisco
El Distrito electoral federal 3 de Jalisco es uno de los 300 distritos electorales en los que se encuentra dividido el territorio de México para la elección de diputados federales y uno de los veinte en los que se divide el estado de Jalisco. Su cabecera es la ciudad de Tepatitlán de Morelos.
El distrito 3 de Jalisco se encuentra en el noreste del territorio estatal, en la región sur de los Altos de Jalisco. Desde el proceso de distritación de 2017 lo conforman doce municipios, que son: Arandas, Jalostotitlán, Jesús María, Mexticacán, San Miguel el Alto, Teocaltiche, Tepatitlán de Morelos, Valle de Guadalupe, Villa Hidalgo, Cañadas de Obregón, Yahualica de González Gallo y San Ignacio Cerro Gordo.

## Distritaciones anteriores

### Distritación 1996-2005
Entre 1996 y 2005 el Tercer Distrito se encontraba ubicado en la misma zona y su integración era idéntica con la única diferencia que también se encontraba incluido el municipio de Jesús María, siendo su cabecera la misma ciudad de Tepatitlán.

### Distritación 2005-2017
El Tercer Distrito Electoral Federal de Jalisco se encontraba localizado en la zona sur de los Altos de Jalisco, está formado por los municipios de Acatic, Arandas, Jalostotitlán, Mexticacán, San Diego de Alejandría, San Julián, San Miguel el Alto, Tepatitlán de Morelos, Valle de Guadalupe, Cañadas de Obregón y Yahualica de González Gallo.

## Diputados por el distrito
| Diputado | Diputado                        | Grupo parlamentario | Legislatura               | Periodo     |
| -------- | ------------------------------- | ------------------- | ------------------------- | ----------- |
|          | José María Garibay              |                     | IV                        | 1867 - 1868 |
| Vacante  | Vacante                         | Vacante             | V VI                      | 1869 -      |
|          | Juan José Baz                   |                     | VII                       |             |
| Vacante  | Vacante                         | Vacante             | VIII                      |             |
|          | Trinidad Sigala                 |                     | IX]]                      | - 1880      |
|          | Antonio Balandrano (Suplente)   |                     | X                         | 1880 - 1882 |
|          | Benjamín Bravo                  |                     | XI                        | 1882 - 1884 |
|          | Francisco Besares               |                     | XII                       | 1884 - 1886 |
|          | Estanislao Cañedo               |                     | XIII                      | 1886 - 1888 |
|          | Salvador Cañedo                 |                     | XIV                       | 1888 - 1890 |
|          | Luis Pérez Verdía               |                     | XV                        | 1890 - 1892 |
|          | Juan Antonio Mateos             |                     | XVI XVII XVIII XIX XX XXI | 1892 - 1904 |
|          | Pedro Argüelles                 |                     | XXII                      | 1904 - 1906 |
| Vacante  | Vacante                         | Vacante             | XXIII                     | 1906 - 1908 |
|          | Pedro Argüelles (Hijo)          |                     | XXIV                      | 1908 - 1910 |
|          | José Luciano Varela             |                     | XXV                       | 1910 - 1912 |
|          | J. Guadalupe Sánchez (Suplente) |                     | XXVI                      | 1912 - 1913 |
|          | Federico E. Ibarra              |                     | Constituyente             | 1916 - 1917 |
|          | Cristobál Limón                 |                     | XXVII                     | 1917 - 1918 |
|          | J. Guadalupe Ruvalcaba          |                     | XXVIII                    | 1918 - 1920 |
|          | Pablo H. Sánchez                |                     | XXIX                      | 1920 - 1922 |
|          | Adolfo Hernández Marín          |                     | XXX                       | 1922 - 1924 |
|          | Gustavo R. Cristo               |                     | XXXI                      | 1924 - 1926 |
|          | Alberto Meza Ledesma            |                     | XXXII                     | 1926 - 1928 |
|          | Juan C. García                  | PRJ                 | XXXIII                    | 1928 - 1930 |
|          | José de Jesús González Gallo    |                     | XXXIV                     | 1930 - 1932 |
|          | Jesús Gutiérrez Casillas        |                     | XXXV                      | 1932 - 1934 |
|          | Jesús M. Aguirre                |                     | XXXVI                     | 1934 - 1937 |
|          | Marcelino Barba González        |                     | XXXVII                    | 1937 - 1940 |
|          | Manuel Martínez Sicilia         |                     | XXXVIII                   | 1940 - 1943 |
|          | Heliodoro Hernández Loza        |                     | XXXIX                     | 1943 - 1946 |
|          | Ramón Hidalgo Jaramillo         |                     | XL                        | 1946 - 1949 |
|          | Jaime Robles Martín del Campo   |                     | XLI                       | 1949 - 1952 |
|          | Jesús Ibarra Navarro            |                     | XLII                      | 1952 - 1955 |
|          | Marcos Montero Ruíz             |                     | XLIII                     | 1955 - 1958 |
|          | Porfirio Cortés Silva           |                     | XLIV                      | 1958 - 1961 |
|          | Flavio Romero de Velasco        |                     | XLV                       | 1961 - 1964 |
|          | Rubén Moheno Velasco            |                     | XLVI                      | 1964 - 1967 |
|          | José María García Plascencia    |                     | XLVII                     | 1967 - 1970 |
|          | Genaro Cornejo Cornejo          |                     | XLVIII                    | 1970 - 1973 |
|          | Guillermo Gómez Reyes           |                     | XLIX                      | 1973 - 1976 |
|          | Félix Flores Gómez              |                     | L                         | 1976 - 1979 |
|          | Adalberto Gómez Rodríguez       |                     | LI                        | 1979 - 1982 |
|          | José Luis Peñaloza              |                     | LII                       | 1982 - 1985 |
|          | María Esther Scherman Leaño     |                     | LIII                      | 1985 - 1988 |
|          | Silvano Urzúa Ochoa             |                     | LIV                       | 1988 - 1991 |
|          | Adalberto Gómez Rodríguez       |                     | LV                        | 1991 - 1994 |
|          | José de Jesús Sánchez Ochoa     |                     | LVI                       | 1994 - 1997 |
|          | Leonardo García Camarena        |                     | LVII                      | 1997 - 2000 |
|          | José María Tejeda Vázquez       |                     | LVIII                     | 2000 - 2003 |
|          | Ramón González                  |                     | LIX                       | 2003 - 2006 |
|          | José Antonio Muñoz Serrano      |                     | LX                        | 2006 - 2009 |
|          | José Luis Íñiguez Gámez         |                     | LXI                       | 2009 - 2012 |
|          | Cecilia González Gómez          |                     | LXII                      | 2012 - 2015 |
|          | Elías Octavio Íñiguez Mejía     |                     | LXIII                     | 2015 - 2018 |
|          | Guadalupe Romo Romo             |                     | LXIV                      | 2018 - 2021 |
|          | Desiderio Tinajero Robles       |                     | LXV                       | 2021 -      |

## Resultados electorales

### 2009
| Elecciones federales de 2009 | Elecciones federales de 2009                   | Elecciones federales de 2009 | Elecciones federales de 2009    | Elecciones federales de 2009 | Elecciones federales de 2009 |
| Partido/Coalición            | Partido/Coalición                              | Candidato                    | Candidato                       | Votos                        | Porcentaje                   |
| ---------------------------- | ---------------------------------------------- | ---------------------------- | ------------------------------- | ---------------------------- | ---------------------------- |
|                              | Partido Acción Nacional                        |                              | José Luis Íñiguez Gámez         |                              |                              |
|                              | Partido Revolucionario Institucional           |                              | Julián Orozco González          |                              |                              |
|                              | Partido de la Revolución Democrática           |                              | María Isabel Hanon Pérez        |                              |                              |
|                              | Coalición Salvemos a México (PT, Convergencia) |                              | José de Jesús de Alba Gutiérrez |                              |                              |
|                              | Partido Verde Ecologista de México             |                              | Dalia Gabriela Zuazo Palacios   |                              |                              |
|                              | Partido Nueva Alianza                          |                              | Silvia Cárdenas Casillas        |                              |                              |
|                              | Partido Socialdemócrata                        |                              | Pedro Chávez Gómez              |                              |                              |
|                              | No registrados                                 |                              |                                 |                              |                              |
|                              | Nulos                                          |                              |                                 |                              |                              |
| Total                        |                                                |                              |                                 |                              |                              |
| Fuente:                      |                                                |                              |                                 |                              |                              |

### 2012
| Elecciones federales de 2012                                                              | Elecciones federales de 2012                                        | Elecciones federales de 2012 | Elecciones federales de 2012   | Elecciones federales de 2012 | Elecciones federales de 2012 |
| Partido/Coalición                                                                         | Partido/Coalición                                                   | Candidato                    | Candidato                      | Votos                        | Porcentaje                   |
| ----------------------------------------------------------------------------------------- | ------------------------------------------------------------------- | ---------------------------- | ------------------------------ | ---------------------------- | ---------------------------- |
|                                                                                           | Partido Acción Nacional                                             |                              | Ramón González González        | 66857                        | 39.33 %                      |
|                                                                                           | Coalición "Compromiso por México" (PRI-PVEM)                        |                              | Cecilia González Gómez         | 72554                        | 42.68 %                      |
|                                                                                           | Coalición "Movimiento Progresista" (PRD, PT y Movimiento Ciudadano) |                              | José Luis Valle Magaña         | 19451                        | 11.44 %                      |
|                                                                                           | Nueva Alianza                                                       |                              | Beatriz Adriana Valle González | 3461                         | 02.03 %                      |
|                                                                                           | No registrados                                                      | No registrados               | No registrados                 | 228                          | 00.13 %                      |
|                                                                                           | Nulos                                                               | Nulos                        | Nulos                          | 7413                         | 04.36 %                      |
| Total                                                                                     | Total                                                               | Total                        | Total                          | 169964                       | 100.00 %                     |
| Fuente: https://web.archive.org/web/20120705001253/http://prep2012.aztecanoticias.com.mx/ |                                                                     |                              |                                |                              |                              |